# Liste der Kulturdenkmale in Wahlhausen
Die Liste der Kulturdenkmale in Wahlhausen umfasst die als Ensembles, Einzeldenkmale und Bodendenkmale erfassten Kulturdenkmale in der thüringischen Gemeinde Wahlhausen und ihrer Ortsteile (Stand: 11. Februar 2025).
Die Angaben in der Liste ersetzen nicht die rechtsverbindliche Auskunft der zuständigen Denkmalschutzbehörde.

## Legende
- Bild: zeigt ein Bild des Kulturdenkmals und gegebenenfalls einen Link zu weiteren Fotos des Kulturdenkmals im Medienarchiv Wikimedia Commons
- Bezeichnung: Name, Bezeichnung oder die Art des Kulturdenkmals
- Lage: Wenn vorhanden Straßenname und Hausnummer des Kulturdenkmals; Grundsortierung der Liste erfolgt nach dieser Adresse. Der Link Karte führt zu verschiedenen Kartendarstellungen und nennt die Koordinaten des Kulturdenkmals.
 Kartenansicht, um Koordinaten zu setzen – in dieser Kartenansicht sind Kulturdenkmale ohne Koordinaten mit einem roten bzw. orangen Marker dargestellt und können in der Karte gesetzt werden. Kulturdenkmale ohne Bild sind mit einem blauen bzw. roten Marker gekennzeichnet, Kulturdenkmale mit Bild mit einem grünen bzw. orangen Marker.
- Datierung: gibt das Jahr der Fertigstellung beziehungsweise das Datum der Erstnennung oder den Zeitraum der Errichtung an
- Beschreibung: bauliche und geschichtliche Einzelheiten des Kulturdenkmals, vorzugsweise die Denkmaleigenschaften
- ID: Die ID identifiziert das Kulturdenkmal eindeutig. In Thüringen sind aktuell keine IDs veröffentlicht. In der ID-Spalte kann sich auch folgendes Icon  befinden, dies führt zu Angaben zu diesem Kulturdenkmal bei Wikidata.

## Einzeldenkmale
| Bild                                    | Bezeichnung                                                                 | Lage | Datierung | Beschreibung | ID |
| --------------------------------------- | --------------------------------------------------------------------------- | --- | --------- | ------------ | -- |
| Direkt Bild zu diesem Denkmal hochladen | Historischer Ortskern                                                       | Am Bach 1, 4, 6; Am Rain 2, 4, 8; Kreisstraße 10, 12, 14, 16, 18, 31, 33, 35, 39, 43, 45, 47, 49, 51; Pfarrgasse 2, 3, 5, 7, 8, 10; Steintor 1–3, 5 Flur 7 / Flurstück(e) 154, 96, 84, 117, 9, 156, 219, 45, 112, 59, 184, 93, 103, 91, 82, 58, 114, 210, 161, 81, 148, 85, 57, 34, 102, 115, 32, 50, 220; Flur 7 / Flurstück(e) 150, 86, 88, 165, 33, 212, 209, 94, 144, 211, 157, 146, 83, 168, 159, 56, 175, 208, 123, 187, 80, 101, 104, 97, 138, 107, 113, 126, 105, 160, 127 |           |              |    |
| Direkt Bild zu diesem Denkmal hochladen | Mühle mit Mühlentechnik, Mühlgraben und Weg / Obermühle                     | Am Bach 6 im ENS Historischer Ortskern Flur 7 / Flurstück(e) 86 |           |              |    |
| weitere Bilder Fotos hochladen          | Kirche mit Ausstattung und Kirchhof / Ev. Pfarrkirche St. Margarete         | Am Rain 2 im ENS Historischer Ortskern Flur 7 / Flurstück(e) 114 (Karte) |           |              |    |
| Direkt Bild zu diesem Denkmal hochladen | Wohnhaus                                                                    | Am Rain 4 im ENS Historischer Ortskern Flur 7 / Flurstück(e) 101 |           |              |    |
| Direkt Bild zu diesem Denkmal hochladen | Gehöft                                                                      | Kreisstraße 14 im ENS Historischer Ortskern Flur 7 / Flurstück(e) 80 |           |              |    |
| Direkt Bild zu diesem Denkmal hochladen | Wohnhaus                                                                    | Kreisstraße 17 Flur 7 / Flurstück(e) 68 |           |              |    |
| Direkt Bild zu diesem Denkmal hochladen | Wohnhaus                                                                    | Kreisstraße 31 im ENS Historischer Ortskern Flur 7 / Flurstück(e) 91 |           |              |    |
| Direkt Bild zu diesem Denkmal hochladen | Gehöft                                                                      | Kreisstraße 35 im ENS Historischer Ortskern Flur 7 / Flurstück(e) 104 |           |              |    |
| Direkt Bild zu diesem Denkmal hochladen | Herrenhaus / ehem. Herrenhaus Oberhof ‚Rittergut Oberhof‘                   | Kreisstraße 49 im ENS Historischer Ortskern Flur 7 / Flurstück(e) 157 |           |              |    |
| Direkt Bild zu diesem Denkmal hochladen | Herrenhaus / ehem. Herrenhaus der Familie vom Hahnstein ‚Rittergut Oberhof‘ | Kreisstraße 51 im ENS Historischer Ortskern Flur 7 / Flurstück(e) 161 |           |              |    |
| Direkt Bild zu diesem Denkmal hochladen | Schule                                                                      | Pfarrgasse 10 im ENS Historischer Ortskern Flur 7 / Flurstück(e) 96 |           |              |    |
| Direkt Bild zu diesem Denkmal hochladen | Wohnhaus                                                                    | Pfarrgasse 7 im ENS Historischer Ortskern Flur 7 / Flurstück(e) 94 |           |              |    |
| Direkt Bild zu diesem Denkmal hochladen | Pfarrhaus                                                                   | Pfarrgasse 8 im ENS Historischer Ortskern Flur 7 / Flurstück(e) 187 |           |              |    |
| Direkt Bild zu diesem Denkmal hochladen | Neubauernhaus                                                               | Siedlung 4 Flur 7 / Flurstück(e) 22 |           |              |    |
| Direkt Bild zu diesem Denkmal hochladen | Neubauernhaus                                                               | Siedlung 6 Flur 7 / Flurstück(e) 21 |           |              |    |
| Direkt Bild zu diesem Denkmal hochladen | Neubauernhaus                                                               | Siedlung 8 Flur 7 / Flurstück(e) 20 |           |              |    |
| Direkt Bild zu diesem Denkmal hochladen | Wohnhaus                                                                    | Steintor 2 im ENS Historischer Ortskern Flur 7 / Flurstück(e) 34 |           |              |    |
| Direkt Bild zu diesem Denkmal hochladen | Wohnhaus                                                                    | Steintor 3 im ENS Historischer Ortskern Flur 7 / Flurstück(e) 32 |           |              |    |
| Direkt Bild zu diesem Denkmal hochladen | Wohnhaus mit Scheune                                                        | Steintor 5 im ENS Historischer Ortskern Flur 7 / Flurstück(e) 33 |           |              |    |